# Драженци
Драженци (словен. Draženci) су насељено место у општини Хајдина, Подравска регија, Словенија.

## Историја
До територијалне реорганизације у Словенији били су у саставу старе општине Птуј.

## Становништво
У попису становништва из 2011. године, Драженци су имали 529 становника.
| Број становника према пописима | Број становника према пописима | Број становника према пописима |
| ------------------------------ | ------------------------------ | ------------------------------ |
| 1991                           | 2002                           | 2011                           |
| 488                            | 483                            | 529                            |

Напомена: Године 2005. повећано за насеље Ланцова вас при Птују које је укинуто.